# Stfalcon
Stfalcon — українська компанія-розробник програмного забезпечення.

## Історія
Компанія заснована у 2009 в Хмельницькому Степаном Танасійчуком. Компанія, серед іншого, розвиває соціальний стартап «Дороги України», «Громадський патруль».
Одним із найвідоміших проєктів компанії є мобільний застосунок «Повітряна тривога», створений у співпраці з Ajax Systems та за підтримки Мінцифри. Stfalcon відповідала за запуск концепції, інтеграцію, тестування та створення служби підтримки. Застосунок сповіщає про повітряну тривогу, артобстріл, вуличні бої, хімічну та радіаційну небезпеку. Дані надходять від обласних адміністрацій та ДСНС.
Серед інших соцпроєктів, що створені після повномасштабного вторгнення:
- телеграм-бот «Укриття!»
- «єРакета» — допоміжна компонента ППО
- прилад громадського оповіщення за допомогою вуличних сирен і AUX-сумісних аудіосистем.

З 2018 року компанія є учасником Хмельницького ІТ Кластеру.
В лютому 2025 компанія стала учасником IT Ukraine Association.
Клієнти: Ecolines (ERP і TMS-системи), Нова пошта (CRM-системи та аналітичні інструменти), Київстар, Busfor, MeinFernbus (тепер FlixBus), ВСІ. СВОЇ, NIC.UA, SMILEFOOD[джерело?].

## Нагороди
- Система менеджменту згідно з вимогами ISO 9001:2015[4][неавторитетне джерело].
- З 2023 в компанії діє система менеджменту відповідно до інструкцій TÜV NORD CERT GmbH.
- 10 липня 2023 компанія визнана критично важливою для функціонування економіки та забезпечення життєдіяльності населення[5]
- 2023 — Google Play в рамках ініціативи #WeArePlay за застосунок «Повітряна тривога»[6]
- У грудні 2023 «Повітряна тривога» отримав премію European Excellence Award[7]
- У березні 2024 в рамках першої премії DOU компанія визнана одним із переможців за додаток «Повітряна тривога» та «Мапа повітряних тривог»[8]